# Otto Matzerath
Paul Otto Matzerath (* 26. Oktober 1914 in Düsseldorf; † 21. November 1963 in Camp Zama bei Tokio) war ein deutscher Dirigent.

## Leben
Otto Matzerath wurde 1914 als Sohn des Bankangestellten Josef Matzerath und dessen Frau Anna, geb. Garding, in Düsseldorf geboren.

### Jugendzeit
Er machte sein Abitur (April 1934) am damaligen Hindenburg-Gymnasium in Düsseldorf und beendete gleichzeitig sein Studium (November 1934) am Buths-Neitzel-Konservatorium (heute Robert Schumann Hochschule) in Düsseldorf in den Fächern Klavier und Geige. Seine Lehrer waren Bram Eldering (Violine), Hans Weisbach (Klavier) und Joseph Neyses (Theorie). Schon als Sechzehnjähriger konnte er die Aufführung einer Schuloper („Der Jasager“ von Brecht/Weill) leiten. Als Dirigent war er Autodidakt.

### Werdegang zwischen 1935 und 1944
Seine erste Anstellung fand er in Gladbach-Rheydt (Mönchengladbach) als Solorepetitor und Kapellmeister (1. Januar 1935 bis 15. Mai 1936).
Von August 1936 bis August 1937 war er Kapellmeister für Oper und Operette am Krefelder Stadttheater und von September 1937 bis April 1940 Kapellmeister der Oper und musikalischer Leiter des Stadttheaters Würzburg.
Nachdem er am 14. Januar 1940 mit der Oper „Carmen“ in Karlsruhe gastiert hatte, wurde ihm ab 1. September 1940 (als Nachfolger von Joseph Keilberth) die Leitung der Oper und der Konzerte und somit das Amt des Generalmusikdirektors am Badischen Staatstheater Karlsruhe (bis zum 15. August 1956) übertragen.
In dieser Zeit führte er folgende Opern auf: 1940: „Troubadour“, „Enoch Arden“, „Meistersinger“. 1941: „Tannhäuser“, „Walküre“, „Carmen“, „Simon Boccanegra“, „der fliegende Holländer“, „Don Juan“, „Fidelio“, „La Traviata“, „Zauberflöte“, „Lohengrin“, „Figaros Hochzeit“. 1942: „Tristan“, „Figaro“, Die vier Grobiane, „Fidelio“. 1943/44: „La Boheme“, „Rosenkavalier“, „Schinderhannes“, „Dicke Elster“, „Walküre“, „Le Laudi“, „Siegfried“, „Butterfly“, „Figaro“, „Freischütz“.
Er war der einzige Kapellmeister in Deutschland, der zur Wehrausbildung eingezogen wurde und musste für jedes Konzert „befreit“ werden. Durch Vermittlung von Wilhelm Furtwängler wurde er davon freigestellt (Juni 1942). Gegen Ende des Krieges wurde er schließlich zusammen mit dem Bühnenbildner Heinz-Gerhard Zircher, dem Schauspieler Gustav Altnöder und dem Opernregisseur Robert Krahl im August 1944 in Zuffenhausen (Stuttgart) zur Wehrmacht eingezogen. Später wurde er nach Böblingen zu den Funkern verlegt.
Auf Erlass von Goebbels vom 10. August 1944 wurden alle Theater im Sommer 1944 geschlossen. Die letzte Aufführung im Karlsruher Theater fand am 9. Juli 1944 statt („Figaros Hochzeit“).
Konzerte in Deutschland während des Krieges: Regelmäßig bei den Berliner Philharmonikern (ab 1941 ständiger Gastdirigent auf persönliche Einladung von Wilhelm Furtwängler), Heidelberg (1942/43), Dresden (1943 und 1944 mit Konzert in Halle), Leipzig (1. Mai 1944).
Auslandsengagements: Venedig (Februar 1943), Budapest (Juli und Oktober 1943, Februar 1944).

### Werdegang in der Nachkriegszeit
1945 geriet er in Tuttlingen in französische Gefangenschaft. Er flüchtete (ohne Papiere) mit einem befreundeten Arzt zu Fuß nach Konstanz. Mit der Reichsbahn, für die er durch einen Karlsruher Freund einen Berechtigungsschein ergattern konnte, kam er wieder nach Karlsruhe. Der dortige Coca Cola-Vertreter Troullier verschaffte ihm dann die notwendigen Papiere. Im August 1945 wechselte in Karlsruhe die Besatzungsmacht von der französischen zur amerikanischen. Der alte Theater-Intendant Thur Himmighoffen war als Reserveoffizier zur Wehrmacht eingezogen worden und nahm sich am 12. November 1944 das Leben. Er soll in betrunkenem Zustand im Offizierskasino in Böblingen antinazistische Äußerungen von sich gegeben haben, woraufhin ihm der Griff zur Pistole nahegelegt worden sei. Der Schauspieler Hans Herbert Michels wurde neuer Intendant und Leiter des Schauspiels.
Durch seine einwandfreie politische Biographie konnte er sofort nach Kriegsende die Arbeit am Staatstheater fortsetzen. Da das Theater bei einem Fliegerangriff stark zerstört worden war, zog es ins heutige Konzerthaus. Als erste Oper wurde „Hänsel und Gretel“ (mit Else Blank und Hannelore Wolf-Ramponi) aufgeführt, danach „La Traviata“. 1946 folgte „Fidelio“, 1947 „Carmina Burana“ und die „Zauberflöte“. 1948 gab es „Tristan und Isolde“ und 1950 „Elektra“ (mit dem Architekten Egon Eiermann als Bühnenbildner).
Am 20. Dezember 1945 wurde er zum Generalmusikdirektor am Badischen Staatstheater Karlsruhe ernannt.
Die amerikanische Militärregierung forderte ihn auf, eine schriftliche Zulassung als Intendant (Lizenz Nr. 5209 vom 5. Oktober 1945) zu beantragen, um den Betrieb des Theaters zu gewährleisten, falls wieder ein Intendant von den Amerikanern entlassen werden sollte.
Im September 1945 gründete er das Matzerath-Quartett mit Instrumenten der Familie Ney aus Söllingen. Die Mitglieder waren neben ihm Frau Professor Elisabeth Weizenecker (2. Geige), Georg Valentin Panzer (Bratsche), Hans van Geldern (Violoncello). Die Konzerte fanden erst in Privatwohnungen statt, später im Haus Solms in Karlsruhe. Als Instrumentalsolist begleitete er Karl Erb bei einem Schubert-Abend in Karlsruhe, spielte mit dem berühmten Köckert-Quartett Schuberts „Forellenquintett“ und gab mit Erika Köth einen Volksliederabend. Mit ihr brachte er später eine Schallplatte (Electrola, 1956) mit Volksliedern heraus (die er auch musikalisch bearbeitete).
Im April 1946 wurde Hans Herbert Michels von den Amerikanern die Lizenz entzogen, er war Mitglied der NSDAP und soll den Entnazifizierungsfragebogen gefälscht haben. Die Amerikaner erteilten ihm Berufsverbot. Matzerath wurde daher Interims-Intendant. Danach bis September 1946 wurde Erich Weidner für kurze Zeit zum Intendanten ernannt. Ihm folgte Erwin Hahn (1. Januar 1947 bis 30. Oktober 1947), der früher in Heidelberg und München tätig war. Von August 1948 bis Ende 1948 war Hans Schulz-Dornburg Intendant. Dessen Nachfolger wurde kommissarisch Heinrich Köhler-Helffrich. Ihm folgte wiederum von 1950 bis 1953 Heinz-Wolfgang Wolff.
In den Zeiten ohne Intendant musste Matzerath auch als Intendant einspringen. Danach kehrte mit Paul Rose (1953 bis 1962) Ruhe ein. Opernaufführungen in dieser Zeit waren „Turandot“ (mit Erika Köth), „Salome“ (mit Lieselotte Enk), „Falstaff“ (mit Eugen Ramponi), „Hänsel und Gretel“ (mit Erika Köth und Anke Naumann), „Rosenkavalier“ (mit Erika Köth und Anke Naumann), „Don Giovanni“ (Kostüme und Bühnenbild von Heinz-Gerhard Zircher), „Catulli Carmina“, „Tristan“, „Meistersinger“, „Carmina Burana“, „Elektra“, „Ariadne auf Naxos“, „Iphigenie auf Aulis“ (mit Hannelore Wolf-Ramponi), „Cosi fan tutte“ (1953 mit Erika Köth; ihre letzte Rolle in Karlsruhe in einer regulären Opernaufführung, bevor sie nach München ging), „Arabella“ (mit Hannelore Wolf-Ramponi), „Falstaff“ (mit Eugen Ramponi), „Otello“ (mit Hannelore Wolf-Ramponi und Josef Walden), „Orpheus und Euridike“, „Johanna auf dem Scheiterhaufen“ (mit Lore Hansen). Erika Köth bekam eine Abschiedsvorstellung in Karlsruhe: „Hänsel und Gretel“. Er selbst verabschiedete sich mit der Oper „Butterfly“ vom Karlsruher Staatstheater.
Ab 1. September 1955 bis 31. August 1961 war er Chefdirigent des Sinfonieorchesters des Hessischen Rundfunks in Frankfurt. Seine Hauptaufgabe dort war die Aufführung von Sinfoniekonzerten und die Produktion von Rundfunkaufnahmen. So spielte er auch Opern für den HR ein: „Orpheus und Euridike“ (mit Ira Malanjuk, Elfride Trötschel und Lisa Otto), „Hänsel und Gretel“ (mit Erika Köth, Elfriede Grümmer und Marcel Cordes), „Fidelio“ (mit Maud Cunitz, Erika Köth, Ernst Kozub, Gottlob Frick und Marcel Cordes), den „Barbier von Bagdad“ (mit Julia Costa, Max Noack, Benno Kusche, Helmut Krebs, Anneliese Rothenberger, Gisela Litz, Richard Holm und Josef Greindl) und den „Rosenkavalier“ (mit Erika Köth, Clara Ebers, Joseph Greindl, Gisela Litz, Benno Kusche und Lorenz Fehenberger). Außerdem gab er Gastspiele im In- und Ausland.
Vom 1. September 1961 bis zum 31. August 1962 war er noch als freier Dirigent beim Hessischen Rundfunk beschäftigt. Im März 1962 wurde er für ein Gastspiel beim Staatlichen Sinfonie-Orchester Ankara (einem der ältesten Sinfonieorchester der Welt) in der Türkei verpflichtet, und es schloss sich ein Vertrag als Chefdirigent dieses Orchesters an (bis 31. August 1963). Mit diesem Orchester machte er im Sommer 1963 eine Konzertreise durch Europa.
Ab dem 1. September 1963 war er Chefdirigent des Yomiuri-Nippon-Sinfonieorchester in Tokio, das Orchester der größten japanischen Zeitung, der Yomiuri Shimbun. Der Vertrag war bis zum 31. August 1964 geschlossen und sollte verlängert werden, doch er starb am 21. November 1963 im amerikanischen Militärkrankenhaus (Sagami Ono) in Zama bei Tokio in Japan.
Konzerte in Deutschland: Berliner Philharmoniker, Leipzig, München (1949, 1958), Heidelberg (1947/1955), Bamberg (1947/1950), Hamburg (1949/1953/1957), Freiburg (1950), Frankfurt a. M., Essen (1956), Tübingen, Schwetzingen, Münster (1959), Saarbrücken (1961), Stuttgart (1951), Nürnberg, Dresden (1956), Düsseldorf, Köln (1949), Bonn, Wiesbaden (1949/1955/1961), Dortmund (1956), Essen (1956)
Konzerte im Ausland: Paris (29. Juli 1949 als erster deutscher Dirigent), Basel (1949; das erste Konzert eines deutschen Orchesters im Ausland nach dem Zweiten Weltkrieg), Dublin (1950, 1952), Neapel (1955/57), Turin (1956), Mailand (1963), Zürich, Madrid, Barcelona, Oslo, Stockholm, Helsinki.

## Privates

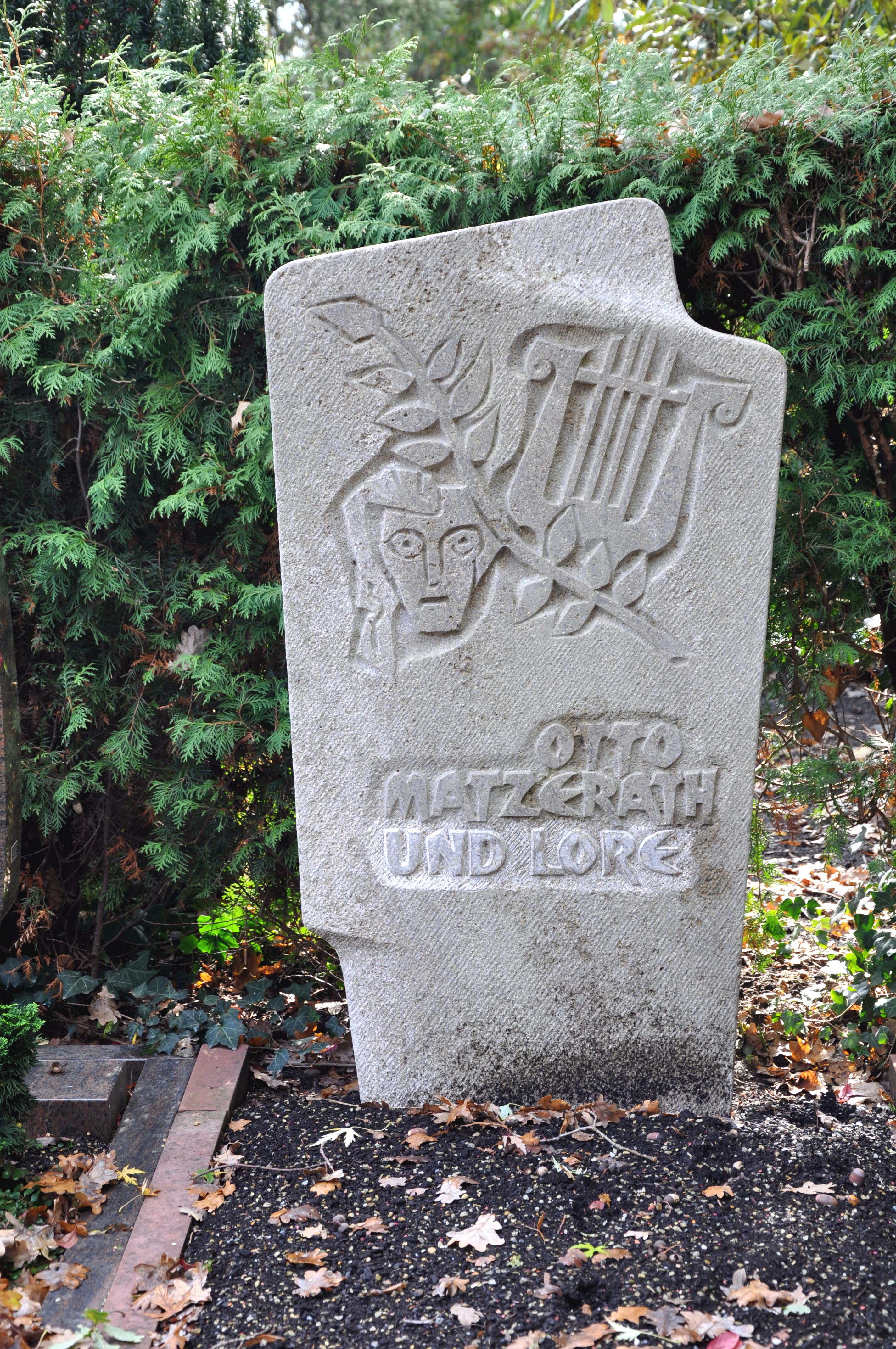
Grabstein

Otto Matzerath war gläubiger Katholik und zeigte diese seine Einstellung auch in der Zeit des Nationalsozialismus. Dies brachte ihm mehrfach Probleme mit dem Nazi-Regime ein. Er war deshalb auch politisch völlig unbelastet und konnte seine Karriere nach dem Zweiten Weltkrieg nahtlos fortsetzen. Er heiratete am 15. Juli 1944 Lore Matzerath (geb. Bohner) und hatte mit ihr fünf Kinder. Sein Grab auf dem Karlsruher Hauptfriedhof besitzt einen Grabstein, der von dem bedeutenden Karlsruher Bildhauer Emil Sutor gestaltet wurde.

## Ehrungen
Am 18. Januar 1947 wurde ihm die Würde des Ehrenbürgers der Technischen Hochschule Karlsruhe (heute Universität Karlsruhe/KIT) verliehen.

## Aufnahmen als Dirigent
(manche Aufnahmen haben aufgrund des Alters eine schlechte technische Qualität)

### Instrumentalwerke
- Johann Sebastian Bach:
  - 2. Suite für Flöte und Orchester, Aufnahme mit dem Sinfonieorchester (SO) des Hessischen Rundfunks (hr), (Flöte: Elaine Shaffer)
  - Ricercare aus dem Musikalischen Opfer, Aufnahme mit dem SO des hr

- Béla Bartók:
  - Musik für Saiteninstrumente, Aufnahme mit dem SO des hr
  - Die Zauberhirsche, Cantata profana, Aufnahme mit dem SO des hr (Bariton: Dietrich Fischer-Dieskau), 1956

- Ludwig van Beethoven:
  - 3. Leonoren-Ouvertüre, Aufnahme mit dem SO des hr
  - Symphonie Nr. 2, D-Dur, Aufnahme mit dem SO des hr
  - Symphonie Nr. 7, A-Dur, Aufnahme mit dem SO des hr
  - Symphonie Nr. 8, F-Dur, Aufnahme mit dem Yomiuri-Nippon-Sinfonieorchester, 1963
  - Die Ruinen von Athen, Ouvertüre, Aufnahme mit dem SO des hr
  - Violin-Romanze Nr. 1, G-Dur, Aufnahme mit dem SO des hr (Geige: Alberto Lysy)
  - Violinkonzert, D-Dur, 1932, (Geige: Otto Matzerath, Klavier: Karlrobert Kreiten, Abschlussarbeit Studium)
  - Symphonie Nr. 3, Es-Dur, „Eroica“, Aufnahme mit dem SO des hr
  - Violinkonzert D-Dur, op. 61, Aufnahme mit dem SO des hr, (Geige: Henryk Szeryng)
- Georges Bizet:
  - L’Arlesienne-Suite Nr. 1, Aufnahme mit dem SO des hr
- Luigi Boccherini:
  - Cellokonzert, B-Dur, Aufnahme mit den Berliner Philharmonikern (Cello: Ludwig Hoelscher)

- Johannes Brahms:
  - Violinkonzert, D-Dur, Aufnahme mit dem SO des hr (Geige: Henryk Szeryng), 1959
  - Symphonie Nr. 1, c-moll, Aufnahme mit dem Orchester des Badischen Staatstheaters
  - Symphonie Nr. 2, D-Dur, op. 73, Aufnahme mit dem SO des hr
  - Symphonie Nr. 3, F-Dur, op. 90, Aufnahme mit dem Orchester des Badischen Staatstheaters

- Benjamin Britten:
  - Violinkonzert Nr. 1, d-moll, op.15, Aufnahme mit dem SO des hr (Geige: Oliver Colbentson)
- Anton Bruckner:
  - Ouvertüre g-moll (WAB 98), Aufnahme mit dem SO des hr

- Alfredo Casella:
  - Italia, Rhapsodie f. groß. Orch., op. 11, Aufnahme mit den Berliner Philharmonikern

- Marc-Antoine Charpentier:
  - Te Deum, D-Dur, Aufnahme mit dem SO des hr (Sopran: Agnes Giebel, Marlise Wendels, Alt: Eva Bornemann, Tenor: Theo Altmeyer, Bass: Hans Wilbrink)

- Aram Chatschaturjan:
  - Cellokonzert, Aufnahme mit dem SO des hr (Cello: Hans Andrä)

- Frederic Chopin:
  - Klavierkonzert Nr. 1, e-moll, Aufnahme mit dem SO des hr (Klavier: Stefan Askenase)
  - Klavierkonzert Nr. 2, f-moll, op.21, Aufnahme mit dem SO des hr (Klavier: Branka Musulin)

- Peter Cornelius:
  - Barbier von Bagdad, Arie „so schwärmet Jugend“, Aufnahme mit den Berliner Philharmonikern (Bass: Gottlob Frick)
  - Barbier von Bagdad, Arie „Salam Aleikum“, Aufnahme mit den Berliner Philharmonikern (Bass: Gottlob Frick)

- Johann Nepomuk David:
  - Sinfonia per archi op. 54 (1959), Aufnahme mit dem SO des hr

- Antonín Dvořák:
  - Symphonie Nr. 9, e-moll (Aus der neuen Welt), Aufnahme mit dem SO des hr
  - Symphonie Nr. 9, e-moll (Aus der neuen Welt), Aufnahme mit dem Orchester des Badischen Staatstheaters
  - 7 Slawische Tänze (1. Serie), Aufnahme mit dem SO des hr

- Manuel de Falla:
  - El amor brujo, Aufnahme mit dem SO des hr
  - 7 Canciones populares espagnolas, Aufnahme mit dem SO des hr (Mezzosopran: Teresa Berganza)
- Michail Glinka:
  - Ruslan und Ludmilla, Aufnahme mit dem RIAS-Sinfonie-Orchester[4]

- Georg Friedrich Händel:
  - Concerto grosso, F-Dur, op.6 Nr. 2, Aufnahme mit den Berliner Philharmonikern
  - Concerto grosso, h-moll, op. 6 Nr. 12, Aufnahme mit den Berliner Philharmonikern
  - Der Messias, Oratorium, Aufnahme mit dem SO des hr (Sopran: Anneliese Kupper, Alt: Ira Malaniuk, Tenor: William McAlpine, Bass: Kim Borg)

- Joseph Haydn:
  - Symphonie Nr. 58, F-Dur, Aufnahme mit dem SO des hr
  - Symphonie Nr. 100, G-Dur, Aufnahme mit dem SO des hr
  - Klavierkonzert F-Dur, Hob XVIII, 3, Aufnahme mit dem SO des hr (Klavier: Heinz Schröter)
  - Symphonie Nr. 92, G-Dur, Aufnahme mit dem SO des hr
  - Symphonie Nr. 95, c-moll „Londoner“, Aufnahme mit dem SO des hr
- Hans Werner Henze:
  - Der Idiot, Ballett-Pantomime für Orchester, Aufnahme mit dem SO des hr
  - Fünf neapolitanische Lieder, Aufnahme mit dem SO des hr (Bariton: Dietrich Fischer-Dieskau), Uraufführung am 26. Mai 1956
  - Sonata per archi, Aufnahme mit dem SO des hr
  - Vokal-Sinfonie (aus König Hirsch), Aufnahme mit dem SO des hr (Tenor: RichardHolm, Sopran: Sybille U. Fuchs, Irmgard Georgi-Kohlermann, Carla Henius, Nora Jungwirth)
- Paul Hindemith:
  - Vorspiel zu einem Requiem, Aufnahme mit dem RIAS-Sinfonie-Orchester
  - Trauermusik für Viola und Streichorchester, Aufnahme mit dem SO des hr (Viola: Alexander Presuhn)
  - Herodiade, Rezitation für Kammerorchester, Aufnahme mit dem SO des hr
  - Philharmonisches Konzert, Aufnahme mit den Berliner Philharmonikern
- Arthur Honegger:
  - Sinfonie Nr. 3, Aufnahme mit dem SO des hr
  - Pacific 231, mouvement symphonique, Aufnahme mit dem SO des hr
- Jacques Ibert:
  - Louisville-Konzert (für Orchester), Aufnahme mit dem SO des hr
- Zoltán Kodály:
  - Marosszeker Tänze, Aufnahme mit dem SO des hr
- Rolf Liebermann:
  - Konzert für Jazzband und Symphonieorchester, Aufnahme mit dem SO des hr (und dem Orchester Willy Berking), 1956
- Franz Liszt:
  - Tasso-Lamento e Trionfo (symphonische Dichtung), Aufnahme mit dem RIAS-Sinfonie-Orchester
- Felix Mendelssohn Bartholdy:
  - Meeresstille und glückliche Fahrt, Ouvertüre, Aufnahme mit dem SO des hr
  - Konzert für Violine und Streichorchester, Aufnahme mit dem SO des hr (Geige: Alberto Lysy)

- Olivier Messiaen:
  - Poèmes pour Mi, Aufnahme mit dem SO des hr (Tenor: Helmut Krebs)
- Darius Milhaud:
  - Saudades do Brazil, Aufnahme mit dem SO des hr
- Wolfgang Amadeus Mozart:
  - Maurerische Trauermusik, Aufnahme mit dem SO des hr
  - Adagio und Fuge c-moll, Aufnahme mit dem SO des hr
  - Recitativ und Rondo für Sopran, Orchester und obligates Klavier, Aufnahme mit dem SO des hr (Sopran: Erika Köth, Klavier: Heinz Schröter)
  - Symphonie Nr. 23, D-Dur, KV 181, Aufnahme mit dem SO des hr
  - Symphonie Nr. 36, D-Dur (Linzer), Aufnahme mit dem städtischen Orchester Berlin, 1943
  - Symphonie Nr. 36, D-Dur (Linzer), Aufnahme mit dem SO des hr
  - Symphonie Nr. 40, g-moll, Aufnahme mit dem SO des hr
  - Konzertrondo, D-Dur, KV 382, Aufnahme mit dem SO des hr
  - Don Giovanni, Ouvertüre, Aufnahme mit dem SO des hr
  - Klavierkonzert C-Dur, KV 467, Aufnahme mit dem SO des hr (Klavier: Emil Gilels)
  - Tardi s’avedde, aus Titus, KV 621, Aufnahme mit dem SO des hr (Bariton: Herbert Brauer)
  - Rivolgete a lui lo squardo, KV 584, Aufnahme mit dem SO des hr (Bariton: Herbert Brauer)
  - Figaros Hochzeit, 2 Cherubim-Arien, Aufnahme mit dem SO des hr (Mezzosopran: Teresa Berganza)

- Walter Piston:
  - Violinkonzert Nr. 1, Aufnahme mit den Berliner Symphonikern (Geige: Hugo Kolberg)

- Serge Prokofieff:
  - Konzert für Violoncello und Orchester, e-moll, op.58, Aufnahme mit dem SO des hr (Violoncello: Maurice Gendron), 1956
  - Symphonie Nr. 1 (classique), Aufnahme mit dem SO des hr

- Maurice Ravel:
  - Pavane zum Tod einer Infantin, Aufnahme mit dem SO des hr

- Max Reger:
  - An die Hoffnung, für Alt und Orchester, Aufnahme mit dem SO des hr (Alt: Gertrud Pitzinger)

- Camille Saint-Saëns:
  - Cellokonzert Nr. 1, a-moll, Aufnahme mit den Berliner Philharmonikern (Cello: Ludwig Hoelscher)
  - Danse macabre, Aufnahme mit dem SO des hr (Geige: Helmut Schuhmacher)

- Arnold Schoenberg:
  - Violinkonzert, op.36, Aufnahme mit dem SO des hr (Geige: Rudolf Kolisch)
- Dmitri Schostakowitsch:
  - Cellokonzert Nr. 1, Es-Dur, Aufnahme mit dem SO des hr (Cello: Klaus Storck)

- Franz Schubert:
  - Symphonie Nr. 5, B-Dur, Aufnahme mit dem Yomiuri-Nippon-Sinfonieorchester, 1963
  - Symphonie Nr. 9 („7“), C-Dur, Aufnahme mit dem RSO des SDR
  - Vorspiel zu Rosamunde, Aufnahme mit dem RIAS-Sinfonie-Orchester

- Robert Schumann:
  - Symphonie Nr. 1, B-Dur, Aufnahme mit dem RIAS-Sinfonie-Orchester
  - Violinkonzert, d-moll, Aufnahme mit dem SO des hr (Geige: Henryk Szeryng)

- Johann Strauß:
  - Kaiserwalzer, Aufnahme mit dem RIAS-Sinfonie-Orchester

- Richard Strauss:
  - Don Juan, Aufnahme mit dem SO des hr
  - Till Eulenspiegel, Aufnahme mit dem SO des hr
  - Arie d. Zerbinetta aus Ariadne auf Naxos, Aufnahme mit den Berliner Philharmonikern (Sopran: Erika Köth)
- Igor Strawinsky:
  - Danses concertantes 1-5, Aufnahme mit dem RIAS-Sinfonie-Orchester
  - Der Feuervogel, Aufnahme mit dem SO des hr
  - Der Feuervogel, Aufnahme mit dem Yomiuri-Nippon-Sinfonieorchester, 1963
  - Oktett, StWV 41, Aufnahme mit dem SO des hr
  - Symphonie in 3 Sätzen für Orchester, Aufnahme mit dem RIAS-Sinfonie-Orchester
- Werner Thärichen:
  - Konzert, op. 34, für Pauken und Orchester, Aufnahme mit dem SO des hr (Pauke: Werner Thärichen)

- Pjotr Iljitsch Tschaikowski:
  - Symphonie Nr. 5, e-moll, Aufnahme mit dem SO des hr, April 1961
  - Klavierkonzert Nr. 1, b-moll, Aufnahme mit den Berliner Symphonikern (Klavier: Jakob Gimpel)
  - Klavierkonzert Nr. 1, b-moll, Aufnahme mit dem SO des hr (Klavier: Emil Gilels)
  - Serenade für Streichorchester, Aufnahme mit den Berliner Symphonikern
  - Symphonie Nr. 6, h-moll (Pathetique), Aufnahme mit dem SO des hr
  - Suite Nr. 3, G-Dur, Aufnahme mit dem SO des hr
  - Romeo und Julia, Fantasie-Ouvertüre, Aufnahme mit dem SO des hr
  - Schwanensee, Vorspiel zum 2. Akt, Aufnahme mit dem SO des hr
  - Variationen über ein Rokoko-Thema, Aufnahme mit dem SO des hr (Violoncello: Edmund Kurtz)

- Giuseppe Verdi:
  - Messa da Requiem, Aufnahme mit dem SO des hr
  - La Traviata, Vorspiel 1. und 3. Akt, Aufnahme mit dem SO des hr
  - Sizilianische Vesper, Arie „O mein Palermo“, Aufnahme mit den Berliner Philharmonikern (Bass: Gottlob Frick)
  - Simone Boccanegra, Arie „Leb wohl auf ewig“, Aufnahme mit den Berliner Philharmonikern (Bass: Gottlob Frick)

- Antonio Vivaldi:
  - Concerto grosso, d-moll, (11), Aufnahme mit dem SO des hr

- Richard Wagner:
  - Tannhäuser, Ouvertüre, Aufnahme mit dem Yomiuri-Nippon-Sinfonieorchester, 1963
  - Lohengrin, Vorspiel zum 3. Aufzug, Aufnahme mit dem Yomiuri-Nippon-Sinfonieorchester, 1963

- Carl Maria von Weber:
  - Aufforderung zum Tanz, Aufnahme mit dem RIAS-Sinfonie-Orchester
  - Freischütz-Ouvertüre, Aufnahme mit dem Yomiuri-Nippon-Sinfonieorchester, 1963
  - Oberon-Ouvertüre, Aufnahme mit den Berliner Philharmonikern
  - Klarinettenkonzert Nr. 2, Es-Dur, op. 74, Aufnahme mit dem SO des hr (Klarinette: Louis Cahuzac)

- Alexander von Zemlinsky:
  - Sinfonietta für Orchester, op. 23, Aufnahme mit dem SO des hr

- Bernd Alois Zimmermann:
  - Konzert für Oboe und kleines Orchester, Aufnahme mit dem SO des hr (Oboe: Lothar Faber)

### Opern
- Ludwig van Beethoven:
  - Fidelio, Oper-Dialogversion, ohne Ouvertüre, Aufnahme mit dem SO des hr mit Maud Cunitz (Leonore), Erika Köth (Marzelline), Ernst Kozub (Florestan), Gottlob Frick (Rocco), Marcel Cordes (Don Fernando), Ferdinand Frantz (Don Pizarro) und Murray Dickie (Jaquino), 1957

- Boris Blacher:
  - Die Flut, Kammeroper in einem Akt, Aufnahme mit dem SO des hr (Bariton: Dietrich Fischer-Dieskau), 1956

- Peter Cornelius:
  - Der Barbier von Bagdad, Aufnahme mit dem SO des hr mit Julia Costa (Scheherazade), Max Noack (Sultan), Benno Kusche (Der Kalif), Helmut Krebs (Baba Mustafa), Anneliese Rothenberger (Margiana), Gisela Litz (Bostana), Richard Holm (Nurredin) und Josef Greindl (Abul Hassan Ali Ebn Bekar), Frankfurt im April 1957
- Christoph Willibald Gluck:
  - Orpheus und Eurydike, Oper in drei Akten, Aufnahme mit dem SO des hr mit Ira Malaniuk (Orpheus), Elfride Trötschel (Eurydike) und Gisela Otto (Amor), 1957

- Engelbert Humperdinck:
  - Hänsel und Gretel, Oper in drei Bildern, Aufnahme mit dem SO des hr mit Elisabeth Grümmer (Hänsel), Erika Köth (Gretel), Marcel Cordes (Vater) und Res Fischer (Hexe), 1956

- Giacomo Puccini:
  - Madame Butterfly, Oper in drei Akten, unvollständiger Mitschnitt der Aufführung des Badischen Staatstheaters mit Hannelore Wolf-Ramponi (Cho-Cho-San), Anke Naumann (Suzuki), Christoph Reuland (Linkerton) und Eugen Ramponi (Sharpless), 1955

- Richard Strauss:
  - Der Rosenkavalier, Komödie für Musik in drei Akten, Aufnahme mit dem SO des hr mit Clara Ebers (Feldmarschallin), Josef Greindl (Baron Ochs von Lerchenau), Gisela Litz (Octavian), Benno Kusche (Herr von Faninal) und Erika Köth (Sophie), Juli 1956

- Igor Strawinsky:
  - Oedipus Rex, Opern-Oratorium, Aufnahme mit dem SO des hr mit Helmut Melchert (Oedipus), Ursula Zollenkopf (Jokaste), Hans Herbert Fiedler (Kreon/Bote), Franz Crass (Tiresias) und Kurt Marschner (Hirte), 1957

### Lieder
- Deutsche Volkslieder mit Erika Köth (Sopran) und Otto Matzerath (Bearbeitung und Klavier), Electrola, 1956.

## Filmaufnahmen
- Richard Strauss: Don Juan (Sinfonische Dichtung). Symphonieorchester des Hessischen Rundfunks, 1961.
- Carl Maria von Weber: Der Freischütz, Ouvertüre zur Oper. Yomiuri-Nippon-Sinfonieorchester, 1963.

Radio-Interview mit Otto Matzerath: Hessischer Rundfunk: Gespräch mit
Generalmusikdirektor Otto Matzerath, 1955